# Aliascaris
Die Aliascaris ist eine Gattung der Spulwürmer mit zwei Arten, die als Parasiten bei Fischen vorkommen. Sie ist die einzige Gattung innerhalb der Unterfamilie Aliascarinae.

## Merkmale
Die Lippen sind deutlich haben aber keineN sie umgebenden Ring und keine Kutikula-Fortsätze wie Lappetascaris. Die Kutikula ist mit zwei Längsreihen dreilappiger, papillenartiger Strukturen besetzt. Der Ventriculus ist rundlich, ein Blinddarm ist vorhanden. Die Exkretionspore liegt dicht am Nervenring. Die Spicula sind gleich groß.

## Arten
Zur Gattung gehören folgende Arten:
- Aliascaris aetoplateae Luo, 2001
- Aliascaris indica Kalyankar, 1971